# Dean Amadon
Dean Arthur Amadon (Milwaukee, 5 giugno 1912 – Tenafly, 12 gennaio 2003) è stato un ornitologo e naturalista statunitense, ritenuto un'autorità nel campo dei rapaci.
Figlio di Arthur e Mary Amadon, nacque a Milwaukee (Wisconsin). Si laureò come dottore in discipline scientifiche all'Hobart College nel 1934 e come dottore in discipline umanistiche alla Cornell University nel 1947. Nel 1937 entrò nello staff del Museo di Storia Naturale di New York, dove fu Presidente del Dipartimento di Ornitologia dal 1957 al 1973. Nel 1942 sposò Octavia Gardella, dalla quale ebbe due figlie: Susan Avis ed Emily Yvonne.
Amadon fu membro della American Association for the Advancement of Science, Presidente della American Ornithologists' Union dal 1964 al 1966 e della Linnaean Society di New York. Tra le sue opere ricordiamo Eagles, Hawks and Falcons of the World (1968), con Leslie H. Brown, e Curassows and Related Birds (1973), con Jean Delacour.
| Amadon è l'abbreviazione standard utilizzata per le specie animali descritte da Dean Amadon. Categoria:Taxa classificati da Dean Amadon |